# St. Johannes Baptist (Zankenhausen)

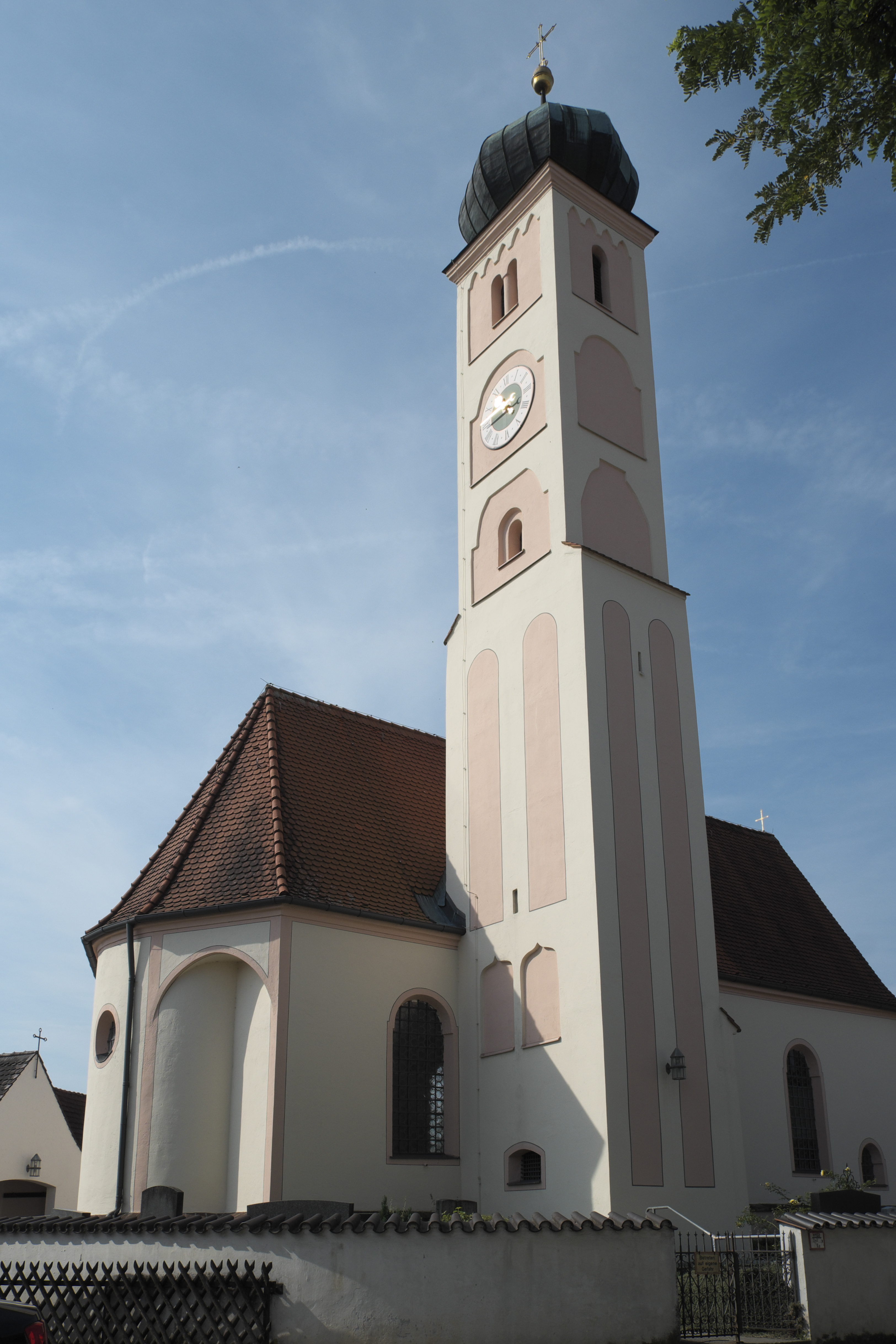
Pfarrkirche St. Johannes Baptist

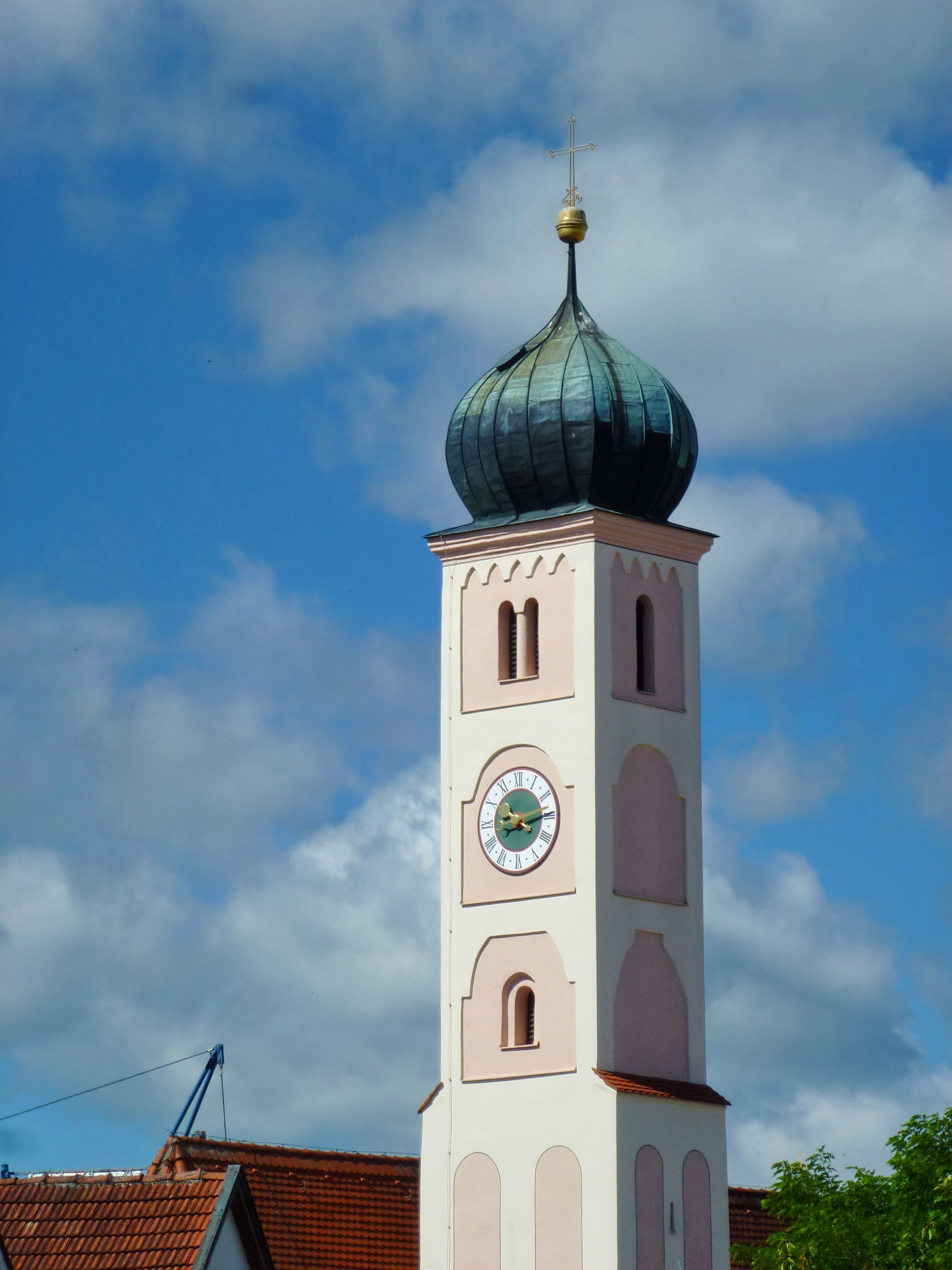
Glockenturm

Die katholische Pfarrkirche St. Johannes Baptist in Zankenhausen, einem Ortsteil von Türkenfeld im oberbayerischen Landkreis Fürstenfeldbruck, ist im Kern ein spätgotischer Bau, der in den Jahren 1756/57 barockisiert wurde. Die Kirche ist mit Wessobrunner Stuck ausgestaltet, der Franz Xaver Schmuzer zugeschrieben wird.

## Architektur
Im nördlichen Chorwinkel erhebt sich der mit einer Zwiebelhaube gedeckte Glockenturm, der von zahlreichen Blendfeldern durchbrochen ist. Der quadratische Unterbau trägt einen ebenfalls quadratischen Aufbau. Im obersten Geschoss wechseln einfache, rundbogige Klangarkaden mit Zwillingsfenstern, das obere Blendfeld wird von einem Spitzbogenfries bekrönt.
Die Kirche ist als Saalbau angelegt. Der eingezogene, quadratische Chor schließt mit einer kleinen halbrunden Apsis. Das Langhaus wird von einer Flachtonne mit Stichkappen gedeckt, den westlichen Abschluss bildet eine Empore, auf der die Orgel untergebracht ist, welche 1897 von Franz Borgias Maerz gefertigt wurde.

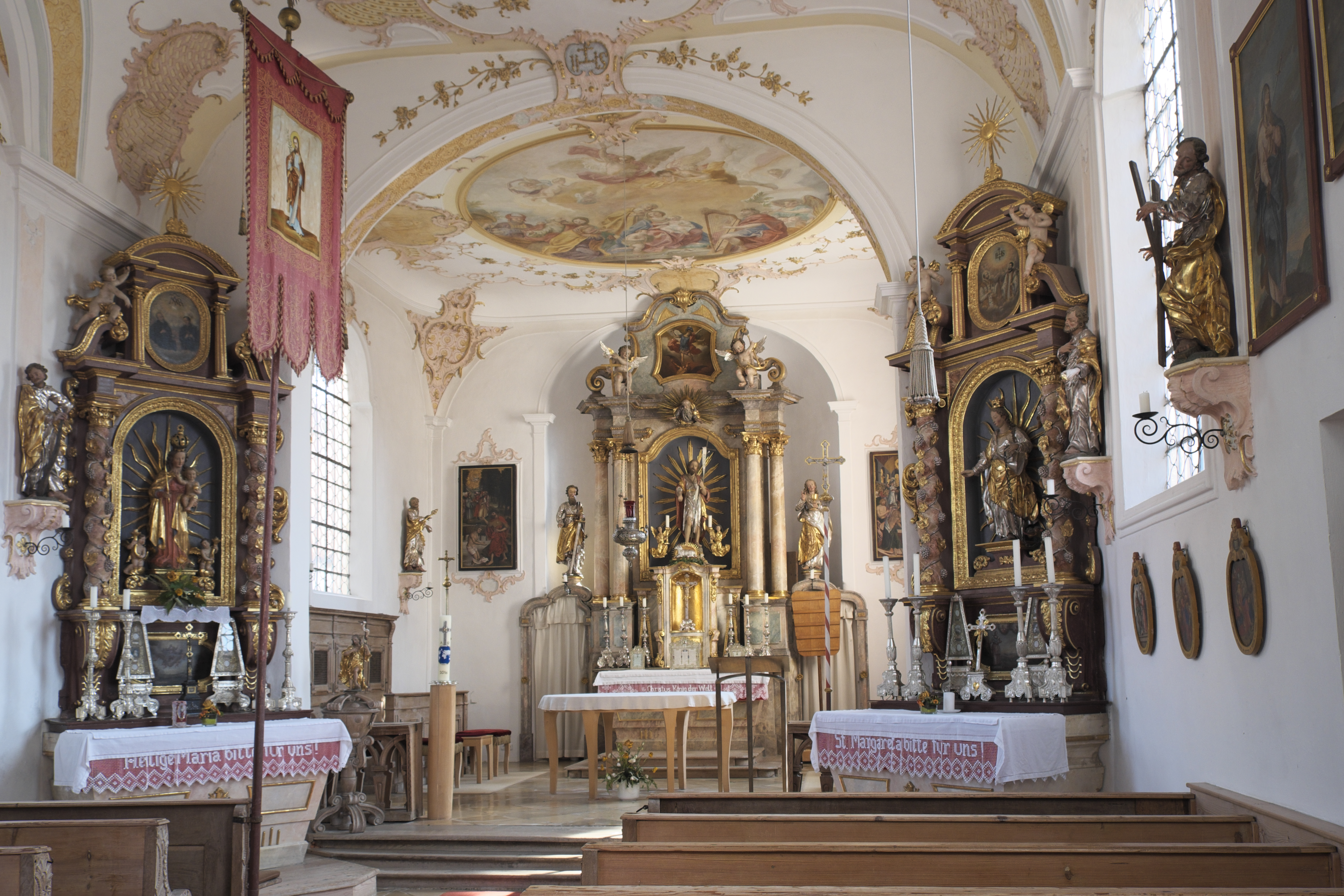
Innenraum, Blick zum Chor
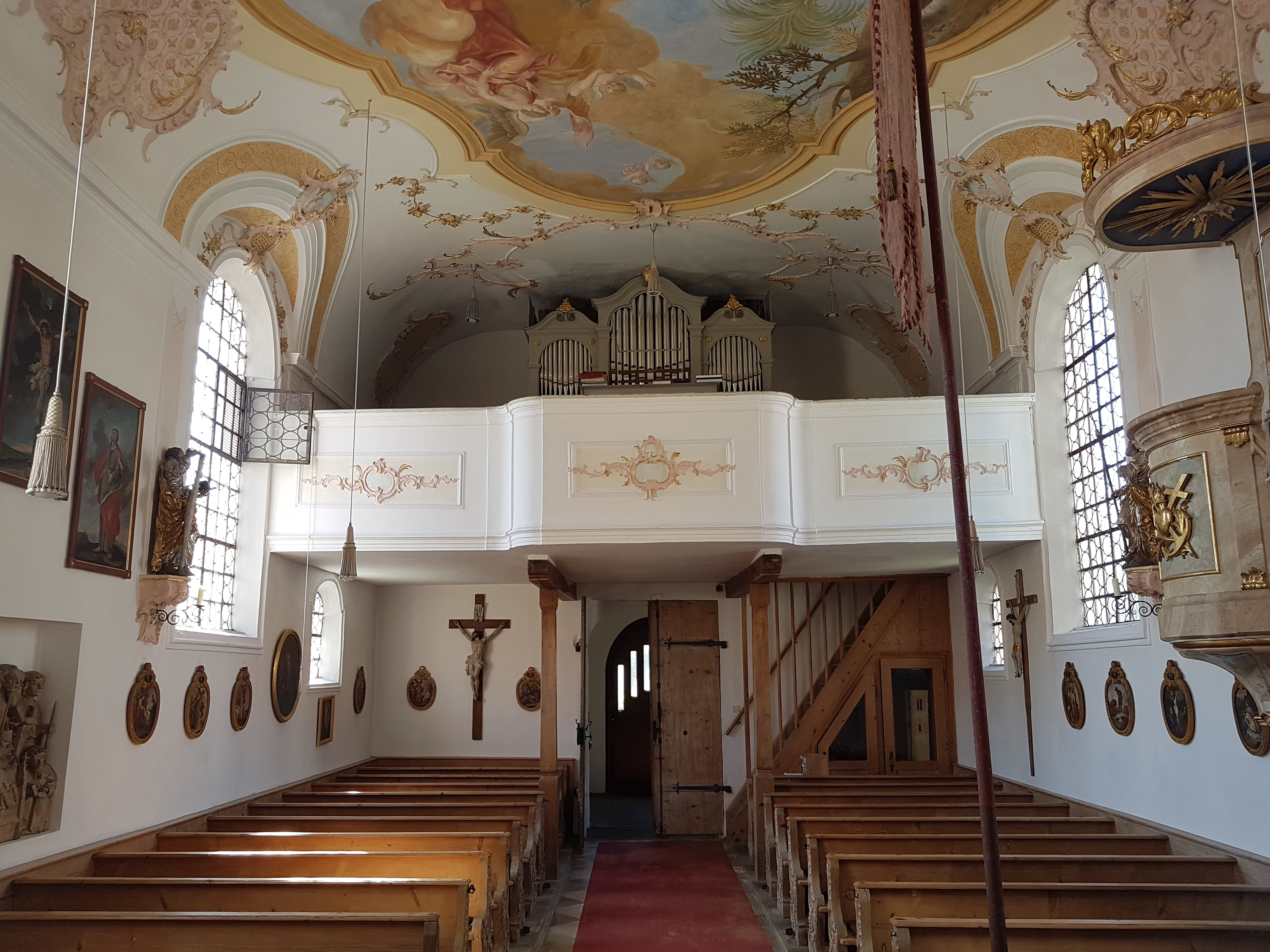
Innenraum, Blick zur Empore
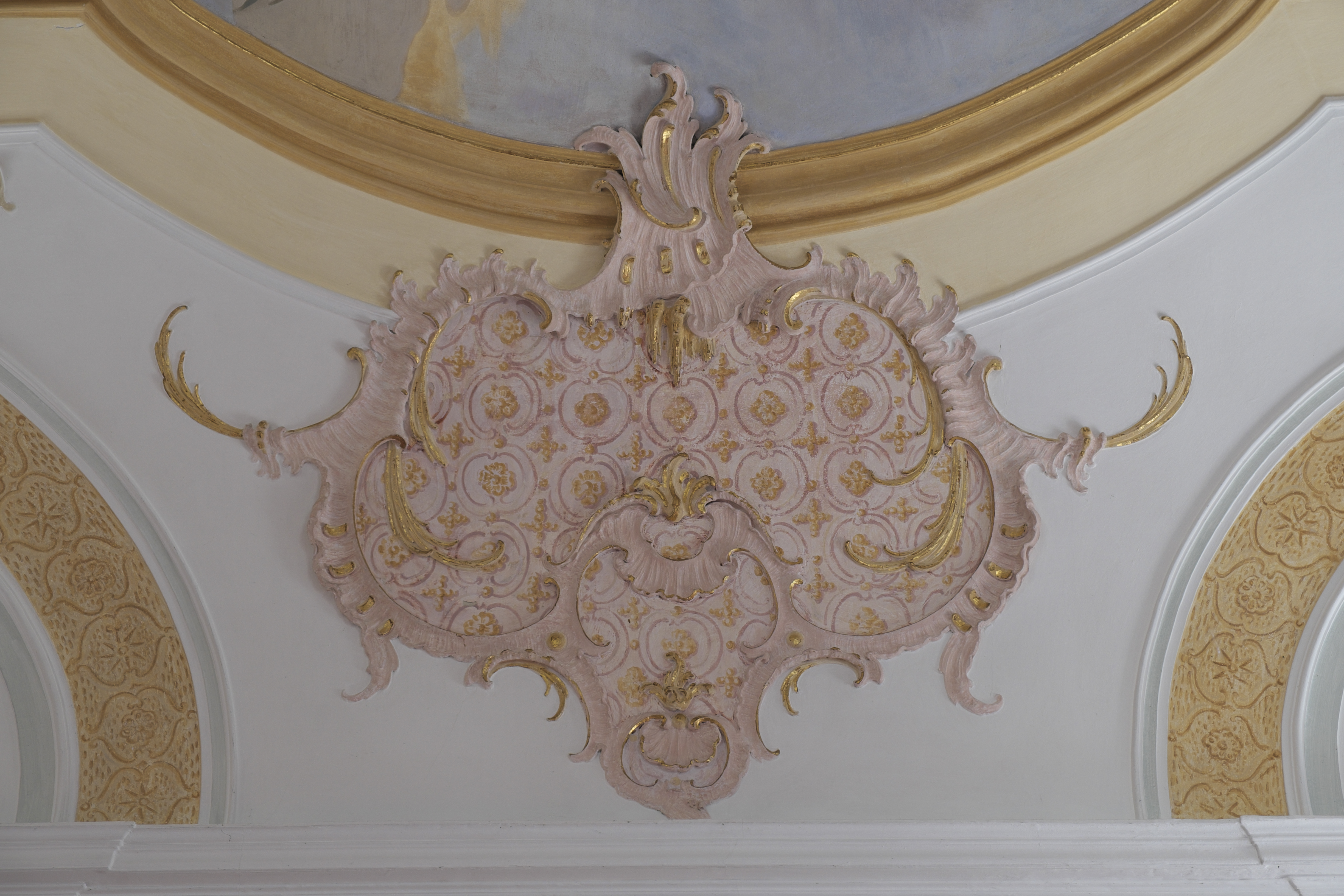
Rocaillekartusche

## Deckenmalereien
Die Deckenmalereien wurden von Franz Seraph Kirzinger ausgeführt. Im Chor ist die Heilige Sippe dargestellt, im Langhaus die Predigt des Johannes des Täufers. Beide Bilder tragen die Signatur des Malers und die Jahreszahl 1757.

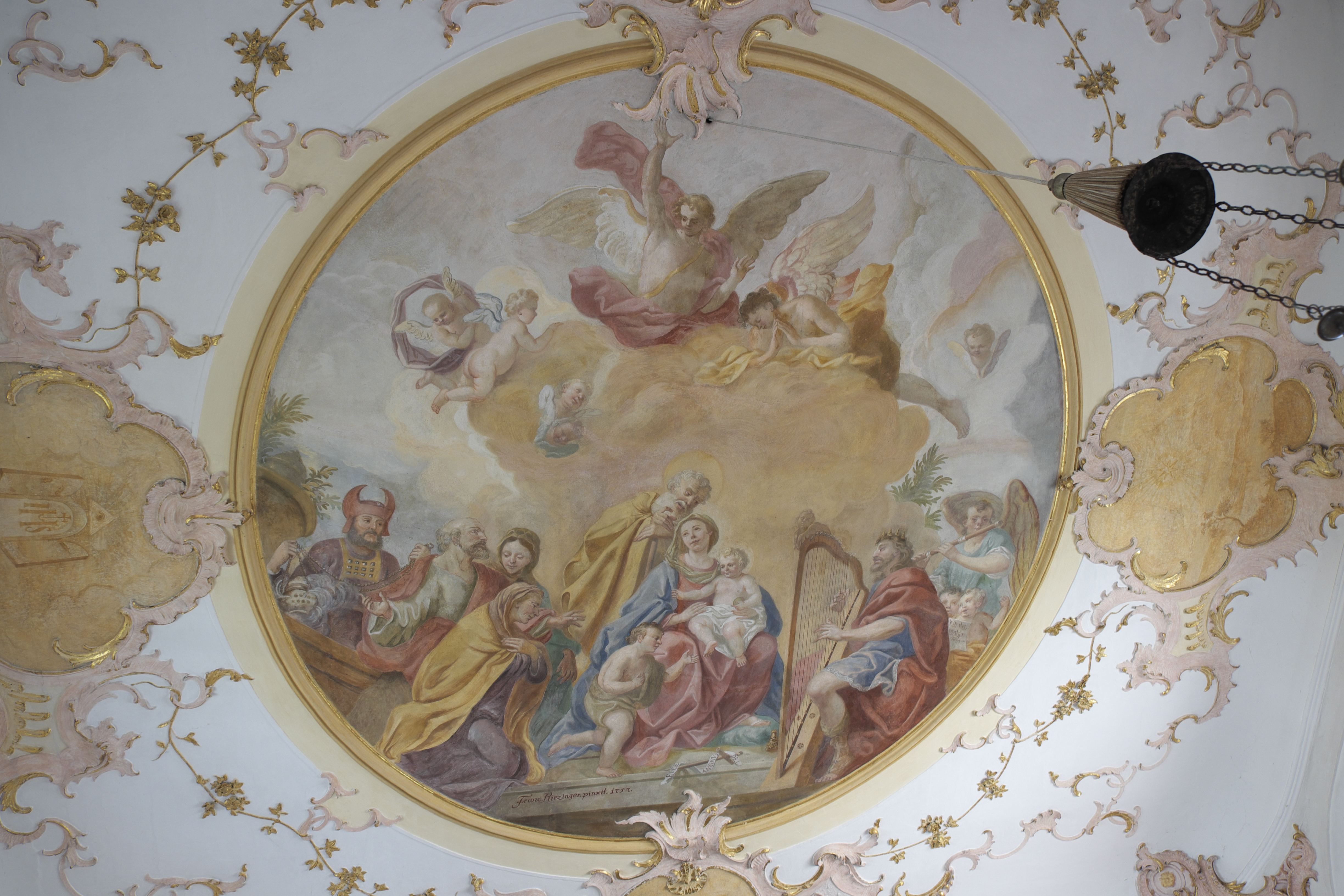
Heilige Sippe
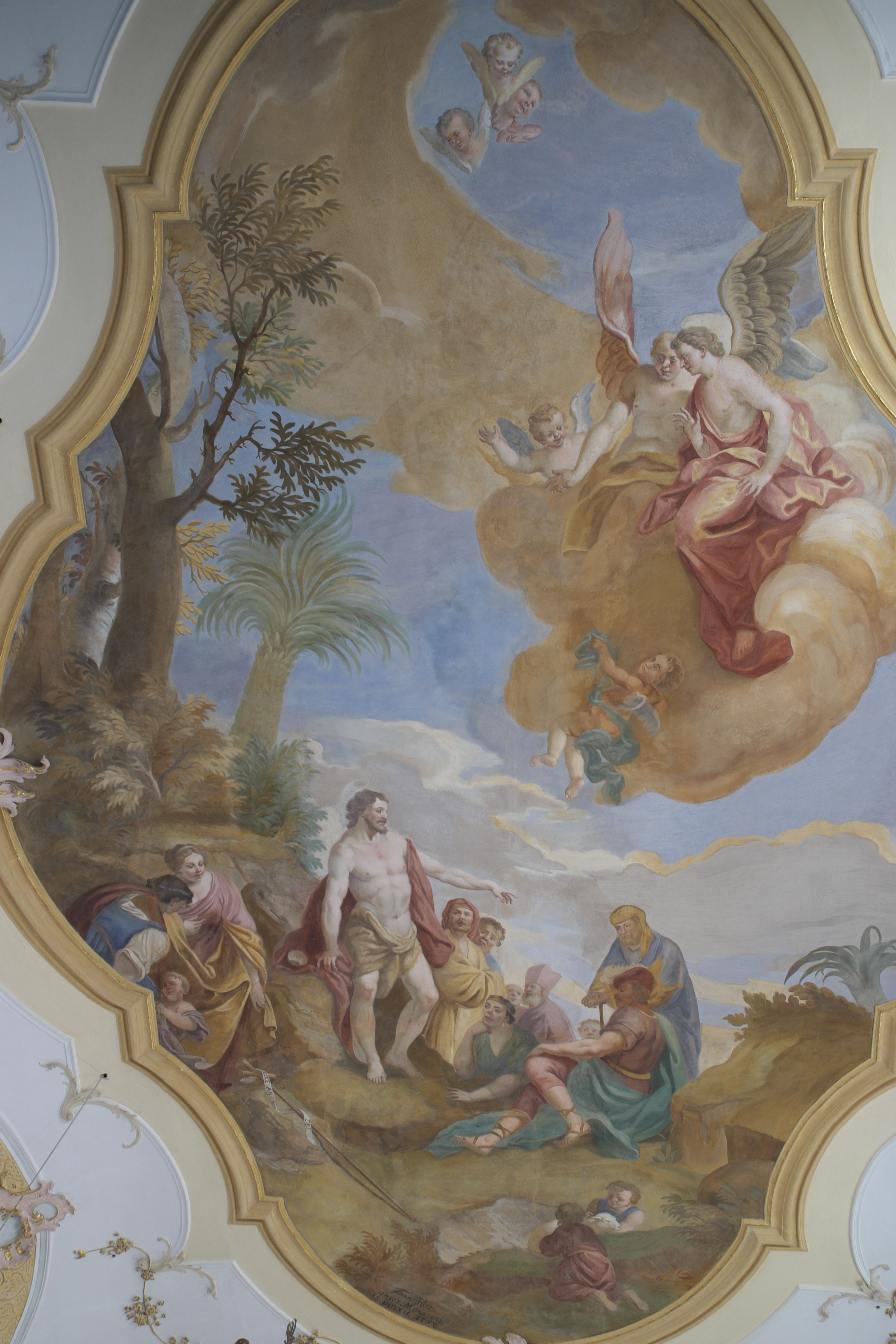
Predigt des Johannes des Täufers
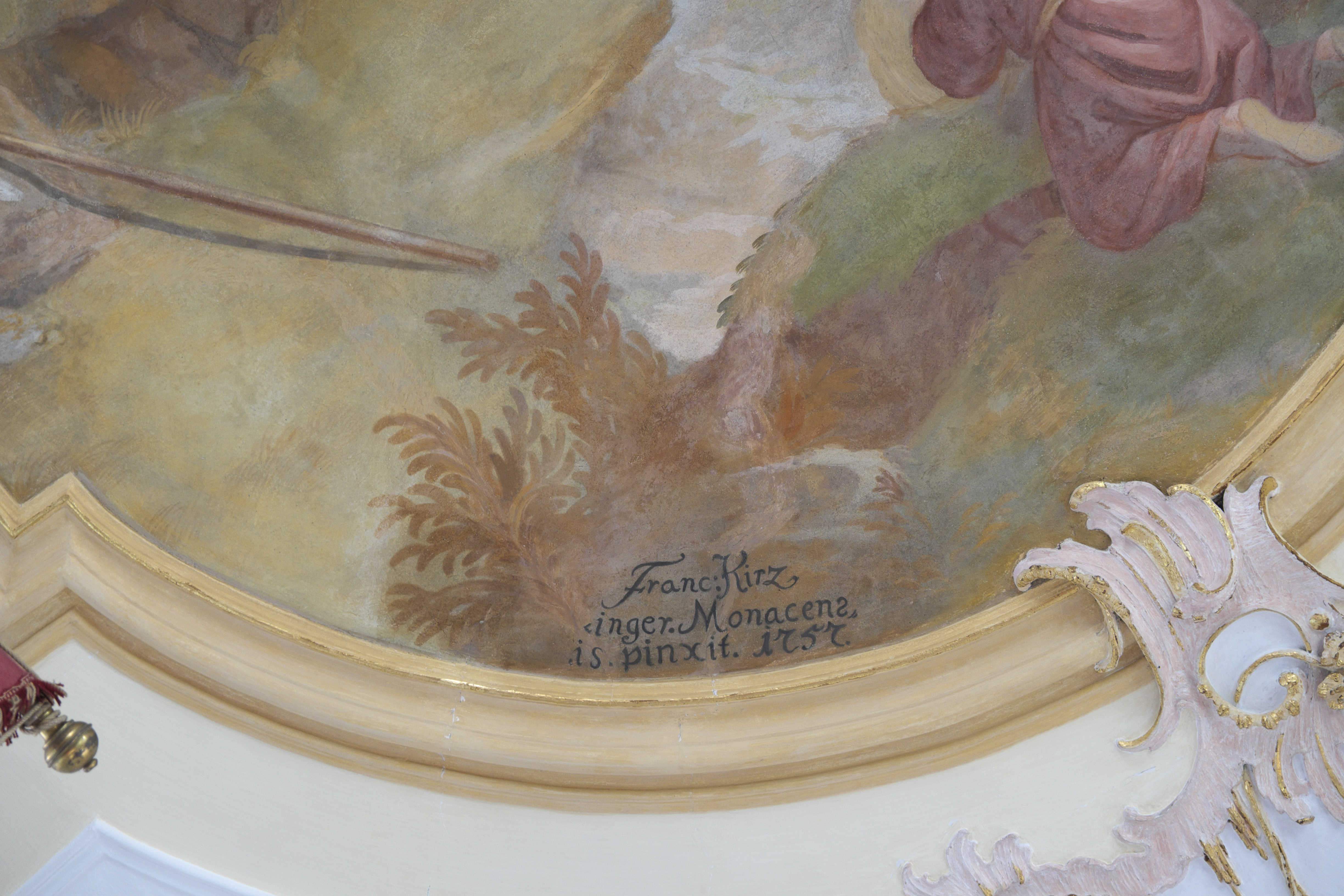
Signatur: „Franc: Kirzinger. Monacensis. pinxit. 1757.“

## Ausstattung

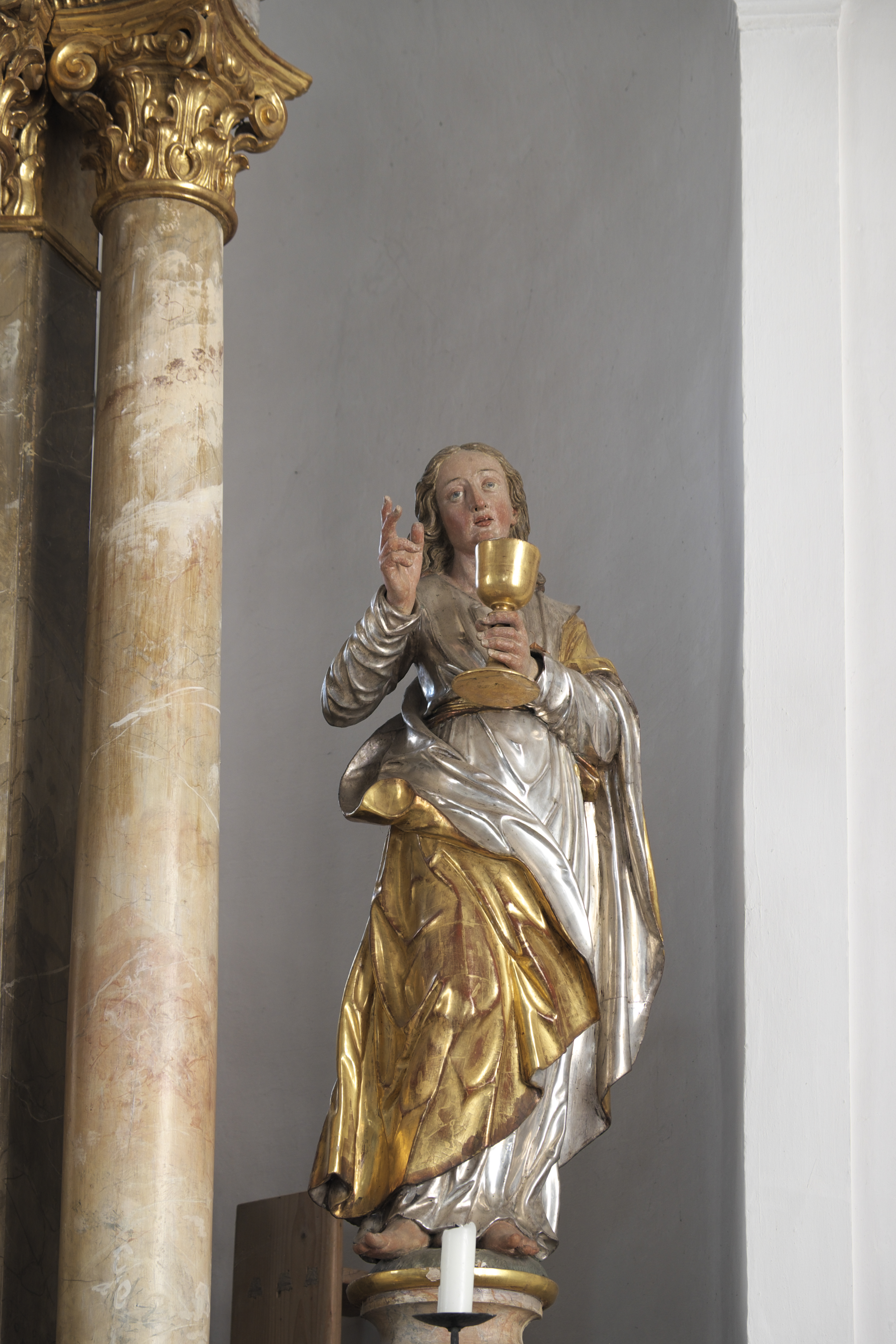
Apostel Johannes

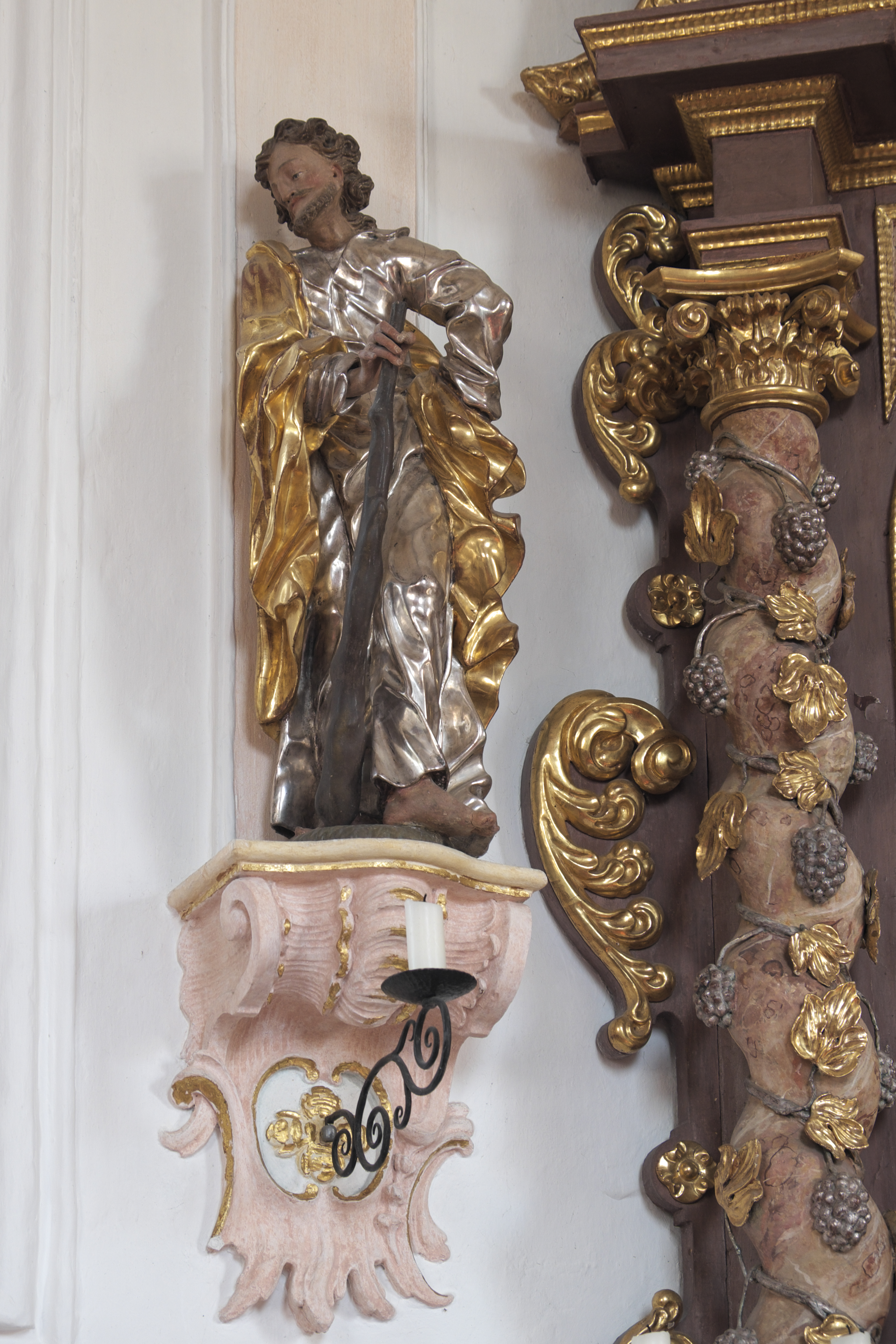
Apostel Thaddäus

- Der Hochaltar wurde im ersten Viertel des 18. Jahrhunderts geschaffen, die beiden schwebenden Engel stammen aus dem frühen 16. Jahrhundert.
- Die Seitenaltäre gehen auf das späte 17. Jahrhundert zurück. Die Madonnenfigur am nördlichen Altar wird in die zweite Hälfte des 15. Jahrhunderts datiert, die Skulptur der heiligen Margaretha am südlichen Altar um 1630. Margaretha, die zu den vierzehn Nothelfern gehört, führt einen Drachen, ihr Attribut, an einer Kette.
- Die beiden Tafelbilder an der Chorstirnwand aus der Mitte des 16. Jahrhunderts waren vermutlich ursprünglich Altarflügel. Auf dem linken Bild ist die Taufe Jesu dargestellt, auf dem rechten die Verkündigung an Zacharias.
- Die Apostelfiguren an den Wänden stammen aus der Werkstatt von Lorenz Luidl. Sie wurden zwischen 1710 und 1720 geschaffen.
- Das Holzrelief mit der Darstellung des Marientodes an der Südwand des Langhauses ist eine Arbeit aus der Mitte des 15. Jahrhunderts.
- Im Vorzeichen erinnert ein Votivbild aus dem Jahr 1706 an einen Brand des Ortes.

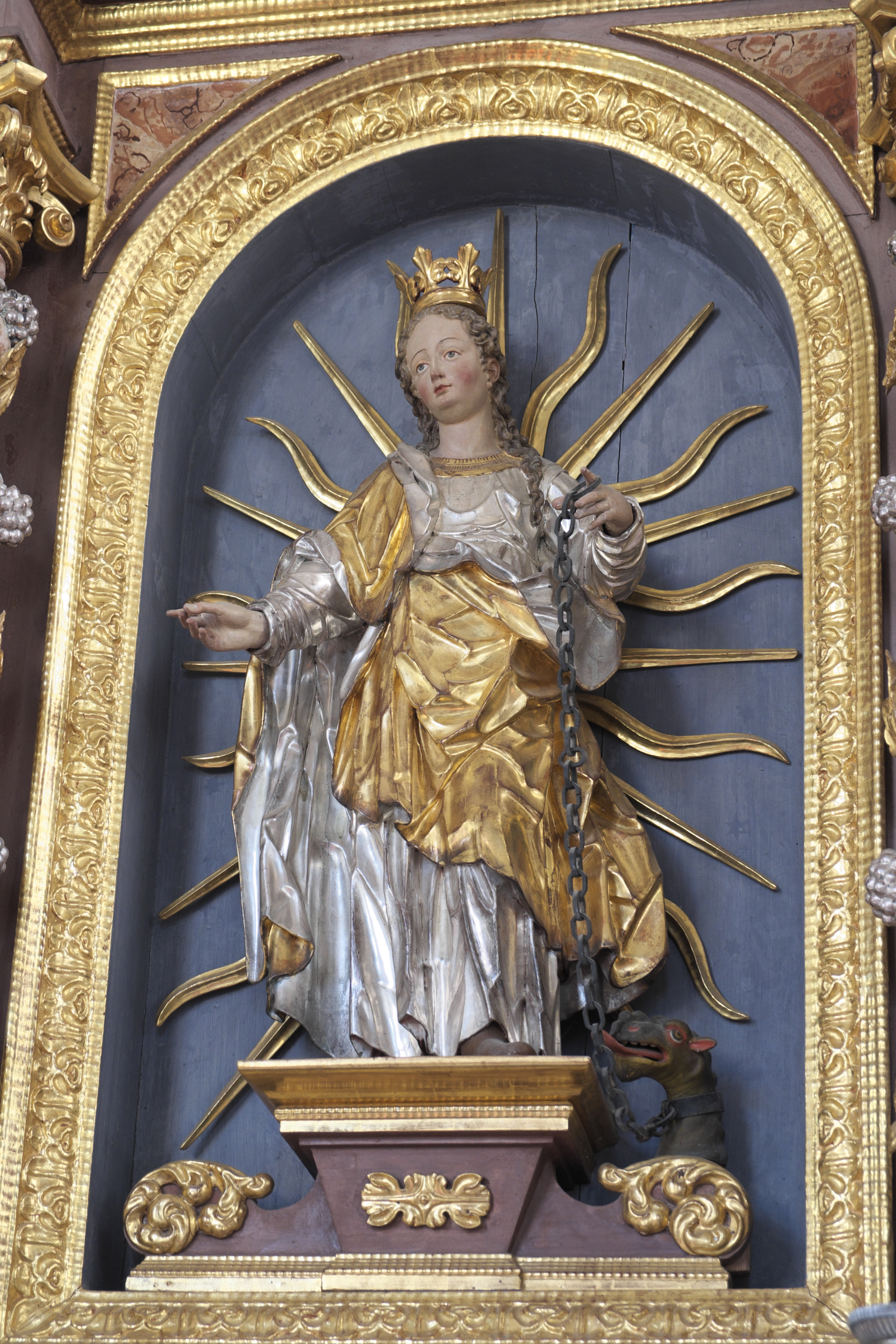
Heilige Margareta am rechten Seitenaltar
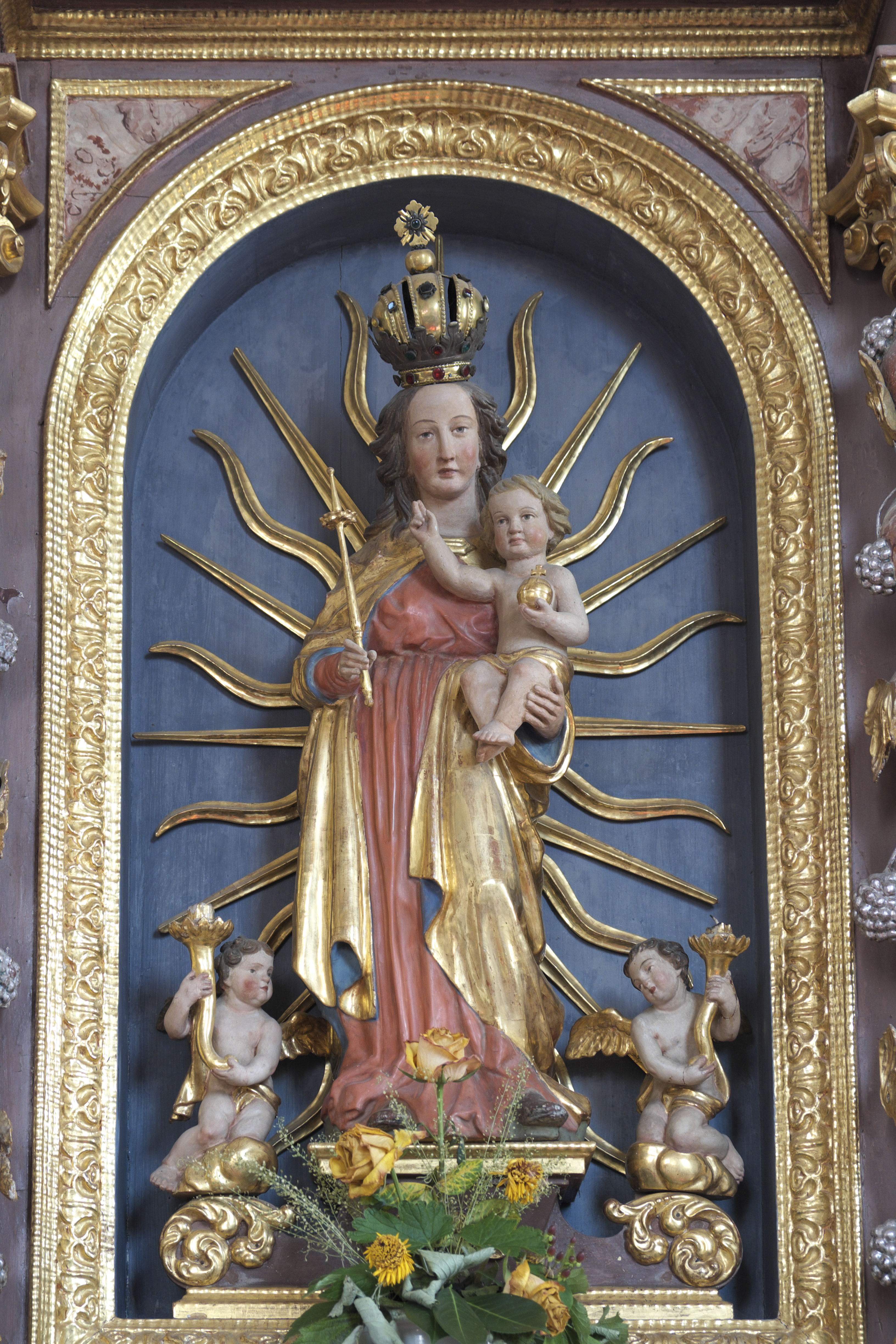
Madonna mit Kind am linken Seitenaltar
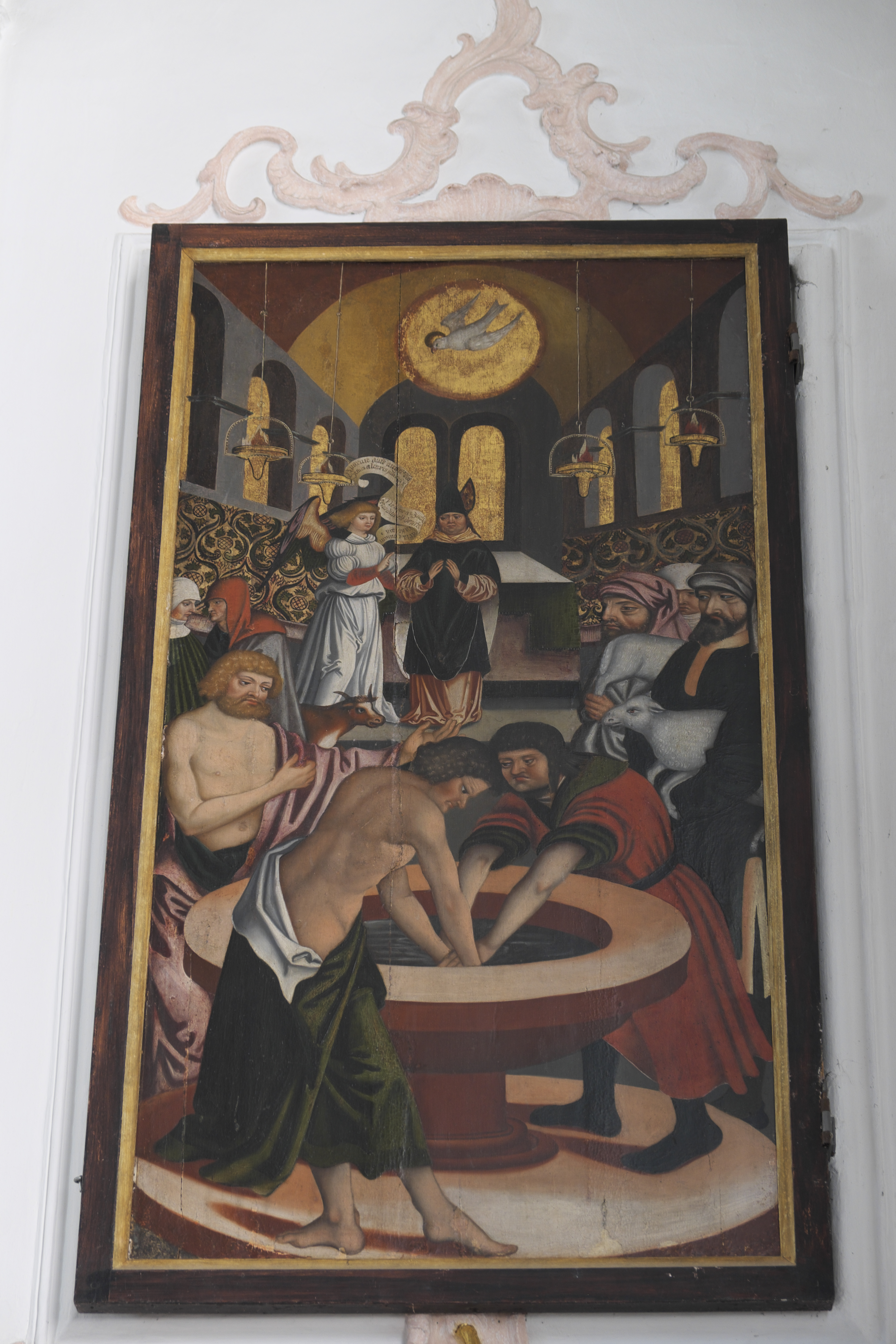
Verkündigung an Zacharias
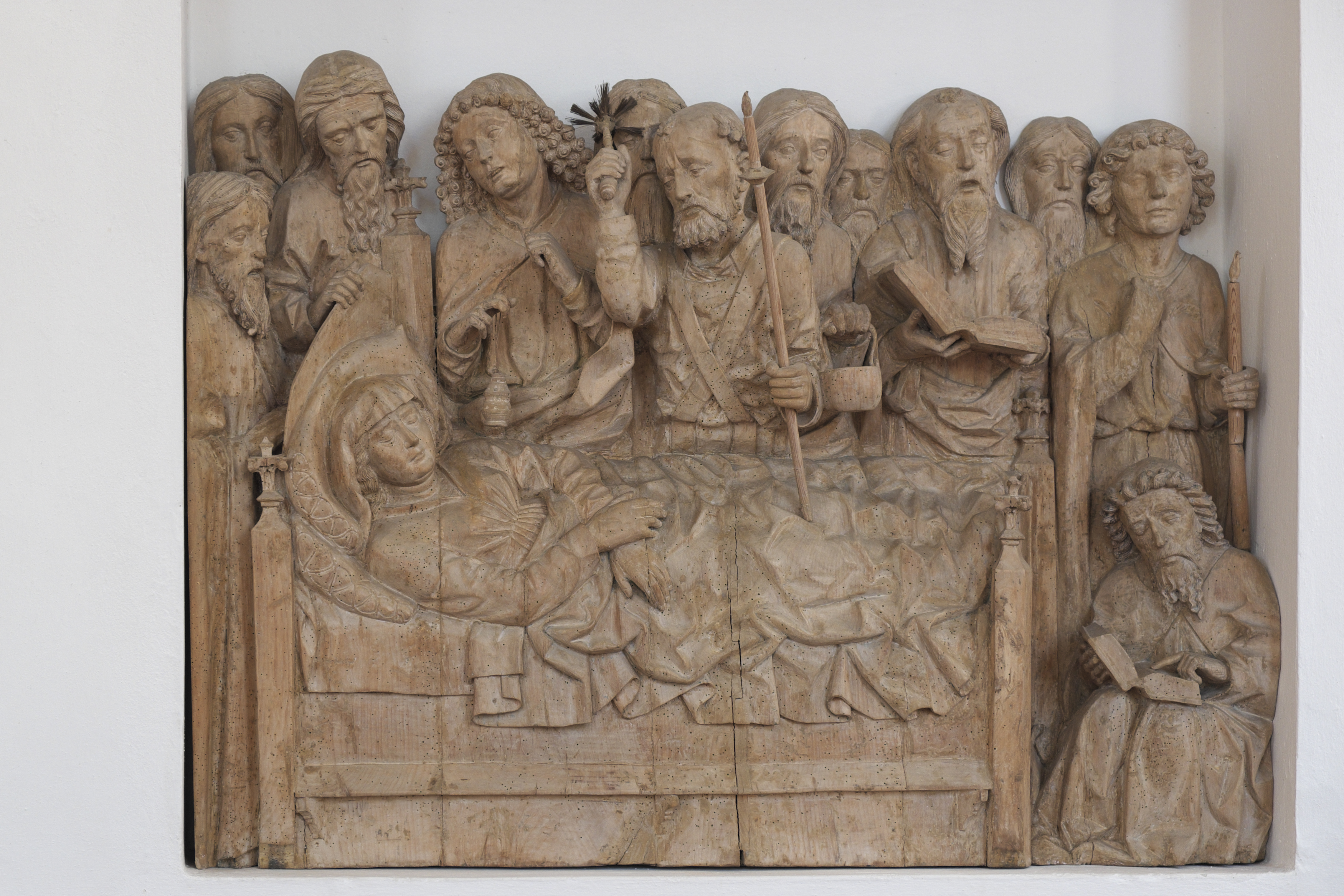
Marientod